# Västerviks församling
Västerviks församling är en församling i Linköpings stift inom Svenska kyrkan. Församlingen ingår i Södra Tjusts pastorat och ligger i Västerviks kommun i Kalmar län.
Församlingskyrkor är Sankta Gertruds kyrka, Sankt Nikolai kapell,  Sankt Petri kyrka, Andreas kapell och Johannes kapell.

## Administrativ historik
Församlingen bildades 1433 genom en utbrytning ur Törnsfalls församling. Från 1433 till 1560 var församlingen annexförsamling i pastoratet Gamleby och Västervik för att därefter till 1653 utgöra ett eget pastorat. Från 1653 till 1 maj 1910 var församlingen moderförsamling i pastoratet Västervik och Törnsfall. Från 1 maj 1910 till 2014 utgjorde församlingen åter ett eget pastorat. Församlingen utökades 1974 med trakten Gränsö från Loftahammars församling och från Lofta församling jordeboksenheterna Segersgärde, Hälgsjö, Vålningebo, Sandebo, Gnällebo, Stuverum, Strömmen, Piperskärrskogen, Hagaberg, Lugnet, Ekdalen, Piperskärr, Tistedalen, Norrlandet, Gröndalen, Grantorpet, Vitudden, Ekvik, Rutsberg och Norrlandshage. Från 2014 ingår församlingen i Södra Tjusts pastorat.

## Kyrkoherdar
| Ämbetstid | Namn                        | Levnadstid | Övrigt                                     |
| --------- | --------------------------- | ---------- | ------------------------------------------ |
| 1573      | Bothvidus                   |            |                                            |
| 1581-1586 | Matthias Laurentii          | -1586      |                                            |
| 1587-1602 | Laurentius Brask            | 1554-1602  |                                            |
| 1604-1612 | Vilhelmus Magni             | -1612      |                                            |
| 1613-1651 | Marcus Sandelius            | 1580-1651  |                                            |
| 1653-1672 | Arvidus Rydelius            | 1620-1692  | Senare kyrkoherde i Sankt Olai församling. |
| 1675-1691 | Olavus Bodinus              | 1625-1691  |                                            |
| 1692      | Nicolaus Rudolphi (Rolsson) | 1654-1692  |                                            |
| 1693      | Johannes Lothigius          | 1648-1693  |                                            |
| 1694-1695 | Johannes Törning            | -1695      |                                            |
| 1696-1716 | Johannes Hargelius          | 1660-1716  | Kyrkoherde och kontraktsprost.             |
| 1716-1717 | Carolus Sternell            | 1670-1719  |                                            |
| 1717-1723 | Johannes Hedenius           | 1679-1723  |                                            |
| 1723-1745 | Johannes Petrelius          | 1685-1745  |                                            |
| 1746-1788 | Olof Grentzelius            | 1712-1788  |                                            |
| 1789-1815 | Johan Magnus Cederblom      | 1747-1815  |                                            |
| 1816-1843 | Sven Ulander                | 1763-1843  |                                            |
| 1843-1864 | Anders Wastensson           | 1802-1864  |                                            |
| 1867-1888 | Magnus Nennes               | 1824-1888  | Kyrkoherde och kontraktsprost.             |
| 1891-     | Samuel Gustaf Palén         | 1848-      |                                            |
| 1982–1984 | Åke Skiöld                  | 1934–      | Kontraktsprost.                            |

### Komministrar
| Ämbetstid | Namn                       | Levnadstid | Övrigt                                          |
| --------- | -------------------------- | ---------- | ----------------------------------------------- |
| 1648-1650 | Ericus Magni               | -1650      |                                                 |
|           | Nicolaus Olai Loftander    |            |                                                 |
| 1654-1657 | Daniel Olai Thuen          | -1657      |                                                 |
| 1658-1667 | Ericus Svenonis Brusenius  | 1626-1667  |                                                 |
| 1668–1680 | Ericus Nicolai Harlinus    | 1639–1699  | Senare kyrkoherde i Östra Tollstads församling. |
| 1680-1684 | Samuel Johannis Pihl       | 1647-1684  |                                                 |
| 1685-1696 | Andreas Duvaerus           | 1652-1696  |                                                 |
|           | Hemming Hanberg            |            | Senare kyrkoherde i Misterhults församling.     |
|           | Erik Ryding                |            | Senare kyrkoherde i Rappestads församling.      |
| 1716-1725 | Olof Trysén                | 1687-1725  |                                                 |
| 1726–1733 | Erik Kindström             | 1688–1760  | Senare kyrkoherde i Västra Eds församling.      |
| 1734-1744 | Samuel Älf                 | 1700-1750  | Senare kyrkoherde i Ukna församling.            |
| 1745-1767 | Erik Gudmundi Maurin       | 1711-1767  |                                                 |
| 1767–1771 | Anders Roselius            | 1716–1781  | Senare kyrkoherde i Gryts församling.           |
|           | Lars Bernhard Hult         |            | Senare kyrkoherde i Målilla församling.         |
|           | Jonas Matthias Kjellenberg |            | Senare kyrkoherde i Odensvi församling.         |
| 1798-1816 | Sven Ulander               | 1763-1843  | Senare kyrkoherde i församlingen.               |
|           | Johan Reinhold Wimermark   |            | Senare kyrkoherde i Skedevi församling.         |
|           | Carl Gustaf Falk           |            | Senare komminister i Säby församling.           |
|           | Samuel Bleckertz           |            | Senare komminister i Västrums församling.       |
|           | Carl Erik Möllstedt        |            | Senare kyrkoherde i Gärdserums församling.      |
| 1857-1900 | Carl Fredrik Palmblad      | 1824-1900  |                                                 |
|           | Nils Gustaf Häger          |            | Senare kyrkoherde i Norra Ny församling.        |
|           | Axel Albin Pettersson      |            | Senare kyrkoherde i S:t Johannis församling.    |
| 1917-     | Klas Alfred Nordfeldt      | 1862-      |                                                 |

## Organister
| Ämbetstid | Namn                  | Levnadstid   | Övrigt    |
| --------- | --------------------- | ------------ | --------- |
| 1689-1694 | Pehr Jönsson          |              | Organist  |
| 1695-1697 | Simon Zeitsman        |              | Organist  |
| 1701      | Matthias Barck        | -1701        | Organist  |
| 1724-1729 | Gottfrid Schubert     | ca 1673-1729 | Organist  |
| 1730-1741 | Peter Ahlgren         |              | Organist  |
| 1746-1776 | Peter Lorentz Nyman   | -1776        | Organist  |
| 1776-1797 | Johan Anton Andersson | 1750-        |           |
| 1962–1964 | Rune Elmehed          | 1925–        | Organist. |

## Klockare
| Ämbetstid | Namn         | Levnadstid | Övrigt   |
| --------- | ------------ | ---------- | -------- |
| 1715-1725 | Jonas Biörn  |            | Klockare |
| 1740      | Lars Wiccius |            | Klockare |
| 1742-1750 | Olof Hiort   |            | Klockare |